# Бенямин Бекер
Бенямин Бекер (на немски: Benjamin Becker) или Бени (Benni) е германски тенисист. 

## Биография
Бенямин Бекер е роден на 16 юни 1981 в Мерциг, Саарланд, Германия. Започва да играе тенис на 9 години. По време на следването му в частния колеж Baylor University в Уейкоу (Waco) в Тексас, САЩ, участва в университетския отбор и става американски колеж-майстор за 2004 г. 
Дядо му Алфред Бекер (1930-1995) е саарландски политик, а братовчед му Том Бекер (* 1979) е немски радиомодератор.
Той не е роднина с прочутия тенисист Борис Бекер.

## Кариера
През ноември 2005 решава да стане тенис-професионалист. През юни 2006 г. преминава квалификациите на Уимбълдън и побеждава в първия кръг аржентинеца Хуан Игнасио Чела.
Като №112 на световната ранглиста по време на US Open 2006 в Ню Йорк отново преодолява квалификациите. В основната схема побеждава последователно Филипо Воландри, Себастиан Грожан и в четири сета бившия №1 Андре Агаси, за когото това е последен мач в кариерата му. Губи в четвърти кръг от Анди Родик.
Най-високото му място в ранглистата на сингъл е 38 място, достигнато на 5 март 2007 г. При двойките най-доброто му постижение е 58 място, на 5 юни 2010 г. През кариерата си печели един турнир на АТП и пет чалънджъра.

## Кариерна статистика

### ATP финали (1 титли; 3 финала)
|        | П–З | Година | Турнир               | Клас         | Настилка   | Опонент               | Резултат           |
| ------ | --- | ------ | -------------------- | ------------ | ---------- | --------------------- | ------------------ |
| Загуба | 0–1 | 2007   | Тайланд Оупън        | Международни | Твърда (з) | Дмитрий Турсунов      | 2–6, 1–6           |
| Победа | 1–1 | 2009   | Росмален Чемпиъншипс | 250 серии    | Трева      | Рамон Сльойтер        | 7–5, 6–3           |
| Загуба | 1–2 | 2014   | Росмален Чемпиъншипс | 250 серии    | Трева      | Роберто Баутиста Агут | 6–2, 6–7(2–7), 4–6 |